# Johnius macrorhynus
Johnius macrorhynus är en fiskart som först beskrevs av Mohan, 1976.  Johnius macrorhynus ingår i släktet Johnius och familjen havsgösfiskar. Inga underarter finns listade i Catalogue of Life.